# Нерчь
Нерчь — правый приток реки Уж, протекающий по Коростенскому району районам (Житомирская область).

## География
Длина — 10 или 20 км. Площадь бассейна — 63,4 км². Русло реки (отметки уреза воды) в верхнем течении (село Рудня) находится на высоте 205,9 м над уровнем моря. Является магистральным каналом осушительной системы. Служит водоприёмником системы каналов. Русло реки, кроме нижнего течения, выпрямлено в канал (канализировано), шириной 5-7 м и глубиной 1,4-1,7 м, дно песчаное.
Берёт начало юго-восточнее села Рышавка. Река течёт на северо-запад. Впадает в реку Уж (на 207-м км от её устья) южнее села Ушица.
Пойма очагами занята болотами и лугами, в нижнем течении — лесам (доминирование дуба и сосны).
Населённые пункты на реке (от истока к устью):
Коростенский район — Коростенская городская община
1. Рышавка
2. Новина
3. Ушица